# David Walker (Eishockeyspieler)
David Walker (* 13. Juni 1979 in Bridgewater, Nova Scotia) ist ein ehemaliger kanadischer Eishockeyspieler.

## Karriere
David Walker begann seine Karriere 1996 bei den Moncton Wildcats in der Québec Major Junior Hockey League. Bis 2000 bestritt er 72 Partien für die Wildcats. Anschließend studierte Walker an der Dalhousie University im Hauptfach Politikwissenschaft und Geschichte. Während dieser vier Jahre war er auch für das Dalhousie Tigers genannte Team aktiv, das im Spielbetrieb der kanadischen Universitätsmeisterschaft Canadian Interuniversity Sport organisiert ist.
Im Sommer 2004 unterschrieb Walker seinen ersten Profivertrag bei den Long Beach Ice Dogs aus der ECHL. In seinen drei Jahren bei den Ice Dogs erreichte er einmal die Play-offs. Nachdem seine Mannschaft 2007 den Spielbetrieb einstellte, schloss sich der Kanadier den Laredo Bucks aus der Central Hockey League an. Mit den Bucks kam er in die dritte Play-off-Runde. Anschließend unterschrieb Walker als erster Spieler überhaupt bei den Ontario Reign, die den Spielbetrieb in der ECHL zur Saison 2008/09 aufnahmen. Dort blieb er zwei Jahre und erreichte 2009 die Play-offs. Am 4. Juni 2010 gaben die Iserlohn Roosters aus der Deutschen Eishockey Liga die Verpflichtung des Kanadiers bekannt. Er unterschrieb zunächst einen Probevertrag bis Ende August und kam auf Empfehlung des ehemaligen Roosters-Trainer Greg Poss, der zuletzt als Assistenztrainer bei den Ontario Reign arbeitete. Am 26. August 2010 gaben die Roosters bekannt, dass sie den Vertrag mit Walker nicht verlängern werden, da er die Erwartungen nicht vollständig erfüllen konnte. Im Juni 2011 wurde er von den Schwenninger Wild Wings für ein Jahr verpflichtet.

## Erfolge und Auszeichnungen
- 2010 ECHL All-Star Game

## Karrierestatistik
(Legende zur Spielerstatistik: Sp oder GP = absolvierte Spiele; T oder G = erzielte Tore; V oder A = erzielte Assists; Pkt oder Pts = erzielte Scorerpunkte; SM oder PIM = erhaltene Strafminuten; +/− = Plus/Minus-Bilanz; PP = erzielte Überzahltore; SH = erzielte Unterzahltore; GW = erzielte Siegtore; 1 Play-downs/Relegation; Kursiv: Statistik nicht vollständig)